# Tecnico della conservazione

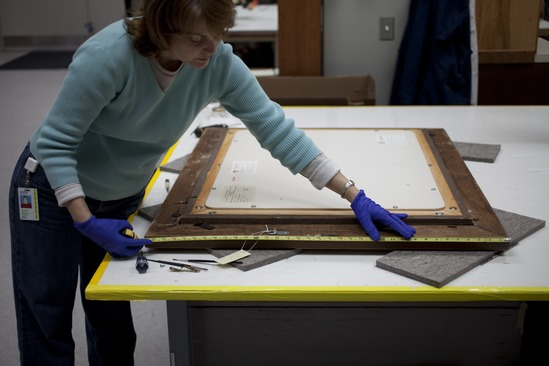
Laura Mosteller, conservatrice dell'Indianapolis Museum of Art, documenta le dimensioni di una cornice.

Un tecnico della conservazione è uno specialista in metodi di conservazione relativi ai beni culturali e che può lavorare in musei o organizzazioni di conservazione pubbliche o private. Un tecnico può anche lavorare in collaborazione con altro personale addetto alla collezione, come un registrar (museo) o un collection manager.

## Responsabilità

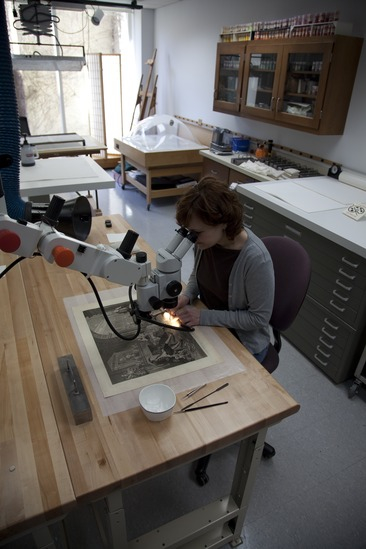
Laura Mosteller, conservatrice dell'Indianapolis Museum of Art, esamina un'opera d'arte al microscopio binoculare.

Un tecnico della conservazione può avere una vasta gamma di responsabilità. Potrebbe essere loro richiesto di creare postazioni per gli oggetti in mostra o di aggiornare la documentazione sullo stato di un oggetto. Altre responsabilità possono includere lo svolgimento di test, la valutazione delle condizioni di un oggetto e l'aiuto nell'allestimento di mostre. Alcuni tipi di responsabilità dipendono dal museo in cui lavora il tecnico. In una grande organizzazione un tecnico della conservazione può condurre un'attività specifica, come il campionamento degli strati di vernice. In altri musei a un tecnico della conservazione può essere richiesto di svolgere un'ampia varietà di compiti, come la ricerca, l'etichettatura degli oggetti, il monitoraggio delle condizioni ambientali e l'esame delle opere d'arte. Ad esempio, a un tecnico può essere chiesto di esaminare e documentare un oggetto culturale appena acquisito. Possono documentare il tipo di materiali utilizzati nell'oggetto nonché qualsiasi degrado osservato su di esso. Inoltre, il tecnico documenterà le precedenti tecniche di restauro dell'oggetto.
Sebbene un tecnico supporti le attività del dipartimento di conservazione, può anche assistere e collaborare con le funzioni di altri dipartimenti, come il dipartimento di gestione delle collezioni all'interno di un museo. In questa veste, un tecnico può assistere il personale addetto alla raccolta per creare casse di imballaggio, scattare fotografie per documentare un oggetto o la presenza di eventuali parassiti.

### Preparazione alle emergenze
Mitigare e prepararsi alle emergenze è un compito particolarmente importante per i tecnici della conservazione e tutto il personale addetto alla conservazione. Proteggere i beni culturali dai danni causati dal fuoco, dal fumo e dall'acqua può essere particolarmente difficile. Per garantire che gli oggetti siano mantenuti il più sicuri possibile, le responsabilità dei tecnici possono variare dalla raccolta di attrezzature e forniture adeguate alla creazione del piano di emergenza. Dopo l'emergenza le responsabilità possono includere la conduzione di trattamenti conservativi secondo necessità.

## Conoscenze e competenze
Le conoscenze e le competenze che un tecnico della conservazione deve avere sono varie quanto le sue responsabilità. Secondo le competenze richieste dall'AIC per i tecnici della conservazione e gli specialisti nella cura delle collezioni, alcune delle aree su cui i tecnici dovrebbero avere una conoscenza generale includono la gestione delle collezioni, la valutazione della conservazione, la ricerca, la raccolta dei dati, l'esame, l'ambiente e il trattamento. L'AIC elenca le seguenti aree di conoscenza come le più applicabili per i tecnici della conservazione: gestione del database, tecniche di documentazione, tecniche di risposta alle emergenze, tecniche di laboratorio, come la conduzione del test Oddy (una procedura creata al British Museum dallo scienziato ambientalista William Andrew Oddy nel 1973 per testare la sicurezza dei materiali all'interno e intorno agli oggetti d'arte), e tecniche di trattamento. Analogamente alle aree di conoscenza, l'AIC elenca anche le competenze più applicabili per un tecnico della conservazione.

### Aree di conoscenze e competenze per i tecnici della conservazione
| Conoscenza                                          | Competenze                                |
| --------------------------------------------------- | ----------------------------------------- |
| Gestione delle collezioni                           | Tecniche di comunicazione                 |
| Valutazione della conservazione                     | Tecniche di reintegrazione cosmetica      |
| Conservazione, storia, etica, filosofie e obiettivi | Tecniche di gestione dei database         |
| Ricerca sulla conservazione                         | Tecniche di documentazione                |
| Terminologia della conservazione                    | Tecniche di educazione e formazione       |
| Raccolta dati                                       | Tecniche di risposta alle emergenze       |
| Processi di deterioramento                          | Tecniche di illustrazione grafica         |
| Documentazione                                      | Tecniche di manipolazione                 |
| Preparazione alle emergenze                         | Tecniche di salute e sicurezza            |
| Ambiente                                            | Tecniche di pulizia                       |
| Visita medica                                       | Tecniche abitative                        |
| Esposizione                                         | Tecniche strumentali                      |
| Salute e sicurezza                                  | Tecniche di laboratorio                   |
| Pulizia e igiene                                    | Tecniche di riparazione                   |
| Manutenzione Laboratorio e Studio                   | Tecniche di realizzazione delle montature |
| Gestione                                            | Tecniche Organizzative                    |
| Proprietà dei materiali/Chimica della conservazione | Tecniche fotografiche                     |
| Gestione dei parassiti                              | Tecniche di stabilizzazione               |
| Cura preventiva                                     | Tecniche di pulizia superficiale          |
| Trattamento                                         | Tecniche di esame tecnico                 |
|                                                     | Tecniche di trattamento                   |

## Istruzione e formazione
Negli Stati Uniti non esiste una formazione specifica o un curriculum riconosciuto a livello nazionale per diventare un tecnico della conservazione. La formazione pratica viene generalmente completata attraverso tirocini, formazione sul posto di lavoro e tutoraggio. La maggior parte dei musei e delle organizzazioni ambientaliste richiedono un diploma B.A. o B.S. (Bachelor of Arts e Bachelor of Science). Pertanto, è utile seguire materie incentrate sulla storia dell'arte e sulle civiltà, nonché sulla biologia e la chimica. Gli individui trarranno beneficio anche dal volontariato e dallo stage presso i musei per acquisire le competenze adeguate. Per essere assunti, alcuni musei richiedono almeno dai due ai cinque anni di esperienza.
Anche il Regno Unito non dispone di una formazione formale per i tecnici della conservazione. Tuttavia, l'Istituto di Conservazione (ICON) sponsorizza una qualifica di tecnico della conservazione (CTQ), riconosciuta da alcuni musei del Regno Unito. Il CTQ è promosso come un modo per consentire agli individui di acquisire formazione attraverso organizzazioni ospitanti retribuite o non retribuite. Non esiste una struttura formale per questo programma; tuttavia, sono in corso valutazioni che esaminano i progressi dell'individuo. Inoltre, all'individuo viene assegnato un mentore per aiutarlo, guidarlo e istruirlo. Il programma è progettato per aiutare le persone ad acquisire esperienza e quindi ad essere in grado di progredire nel lavoro di conservazione o in altre aree.

## Organizzazioni professionali
Esistono numerose organizzazioni professionali a disposizione dei tecnici della conservazione. Queste organizzazioni aiutano a promuovere gli standard professionali e gli interessi della professione di conservatore.
- American Institute of Conservation (AIC)[12]
- Canadian Association for Conservation of Cultural Property (CAC)[13]
- The Institute of Conservation (ICON)[14]
- The Australian Institute for the Conservation of Cultural Material (AICCM)[15]

## Etica

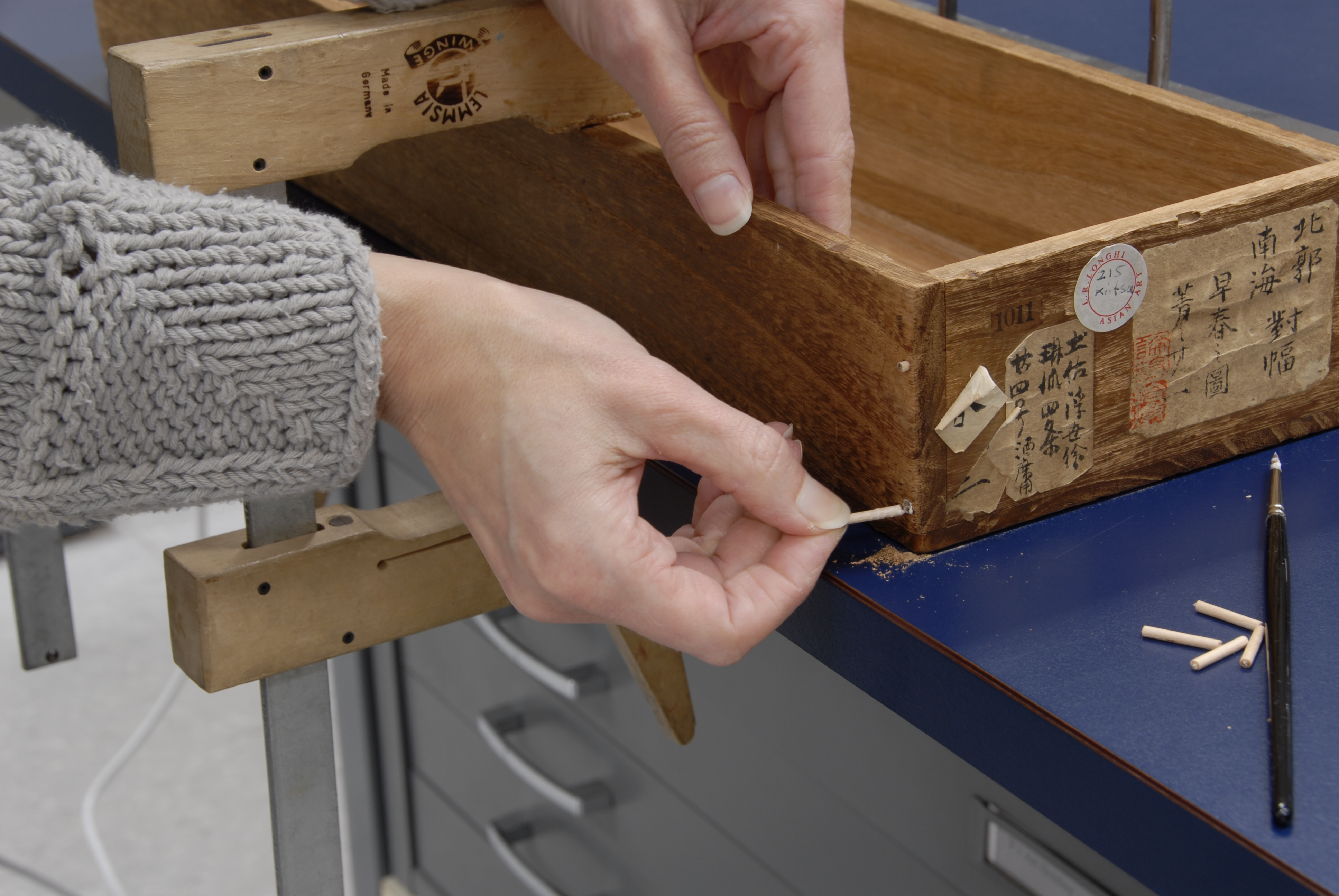
Un tecnico della conservazione che ripara una scatola di pergamene giapponese.

Diverse organizzazioni in tutto il mondo hanno creato linee guida per la cura etica dei beni culturali. L'AIC ha creato il Codice Etico e ICON ha creato le Linee Guida Professionali. Entrambi questi documenti guidano il modo in cui i conservatori e altri nel campo della gestione delle collezioni gestiscono e rispettano gli oggetti in una collezione. Quando un oggetto viene inserito in una collezione o spostato in una mostra o inviato in prestito, è necessario documentarsi per aggiornare il conservatore e il personale di gestione della collezione sullo stato attuale dell'oggetto. Questo atto di documentazione è un tema coerente in molti dei principi del codice. Essenzialmente, le linee guida promuovono un ambiente di rispetto e onestà per garantire che gli oggetti vengano preservati per il futuro.
L'AIC si è dotata di un ulteriore documento denominato Linee Guida di Pratica che affianca e integra il Codice Etico. Le linee guida riguardano la condotta professionale, l'esame e l'indagine scientifica, la conservazione preventiva, il trattamento, la documentazione e le situazioni di emergenza. Per quanto riguarda l'esame e l'indagine scientifica, le linee guida prevedono che conservatori e tecnici comprendano la giustificazione dell'esame, il ragionamento per il campionamento, il test e la successiva interpretazione.